# Шехзаде Ахмет
Шехзаде́ Ахме́д (тур. Şehzade Ahmed; 1465 — 24 апреля 1513) — старший сын Баязида II от Бюльбюль-хатун, наместник Амасьи. Боролся за трон Османской империи со своими братьями Селимом и Коркутом в 1512—1513 годах.

## Биография
Ахмет был старшим из выживших сыновей султана Баязида II; его матерью была Бюльбюль Хатун. По османской традиции все принцы (тур. şehzade) назначались наместниками (санджак-бей) провинций (санджак) в Анатолии (азиатская часть современной Турции); это было частью их подготовки к дальнейшему правлению. Ахмет был правителем Амасьи, важного анатолийского города. Хотя статус не был официальным, он зачастую считался кронпринцем в последние годы правления своего отца, отчасти благодаря поддержке великого визиря Хадыма Али-Паши.
Среди братьев Ахмета выжили лишь двое: Коркут правил Антальей, а Селим (будущий Селим I) Трабзоном. Согласно обычаю, право на трон имел именно тот наследник, который первым достигнет Стамбула сразу после смерти султана (несмотря на это, разногласия по поводу того, кто пришёл первым, возникали очень часто и приводили к междоусобным войнам между братьями, что ярче всего отразилось в Османском междуцарствии). Тем более, зачастую случалось так, что султан не отправлял поддерживаемого им принца далеко, а устраивал его в провинции поближе к столице. В этом отношении Ахмету повезло больше всего, так как его санджак был ближе всего к Стамбулу, ведь Баязид видел его своим наследником.
Хотя сын Селима Сулейман (будущий Сулейман I) был назначен правителем Болу, маленького санджака ближе к Стамбулу, в связи с неприязнью Ахмета он был послан наместником в город Каффа (полуостров Крым). Селим понял, что Баязид поддерживает своего старшего сына Ахмета, и попросил для себя санджак в Румелии (европейской части империи). Хотя сначала ему было отказано в этих землях, так как они не предоставлялись принцам, но при поддержке вассала империи крымского хана Менгли I Гирея (который был тестем Селима) он смог получить санджак в Семендире (современное Смедерево в Сербии), который, хотя и числился частью Румелии, но тем не менее находился довольно далеко от Стамбула. В итоге Селим решил не переезжать в новый санджак и остаться поближе к Стамбулу. Его отец Баязид счёл его неповиновение признаком участия в восстании и разбил войско Селима в сражении в августе 1511 года; Селим бежал в Крым к своему сыну Сулейману.
В то время как Баязид сражался с Селимом, Ахмету было поручено подавление восстания Шахкулу в Анатолии. Однако, вместо того, чтобы сражаться, Ахмет попытался склонить на свою сторону янычар с целью в дальнейшем захватить османский трон и покинул поле боя. Его поведение вызвало беспокойство в рядах солдат; глава султанской армии великий визирь Хадим Али-Паша погиб во время боя, как и предводитель восставших Шахкулу Текели.
Узнав про поражение Селима в сражении с отцом, Ахмет объявил себя султаном Анатолии и начал воевать против одного из своих племянников (отец которого был уже мёртв). Он захватил город Конья и, хотя Баязид потребовал от него вернуться в свой санджак, Ахмет настоял на управлении этим городом. Он даже предпринял попытку захватить столицу, однако безуспешно, так как солдаты преградили ему путь, объявив свою приверженность более способному султану. Тогда Селим вернулся из Крыма, вынудил Баязида отречься от престола в свою пользу и был коронован под именем Селима I.
Ахмет продолжал контролировать часть Анатолии в первые несколько месяцев правления Селима. В конце концов, войска Селима и Ахмета встретились в битве при Енишехире около Бурсы 24 апреля 1513 года. Силы Ахмета были разбиты, сам он был арестован и вскоре казнён.

## Семья
Согласно Энтони Алдерсону, в 1474 году Ахмед женился на Нергизшах-хатун, дочери шехзаде Мустафы, который, в свою очередь, был сыном султана Мехмеда II от Гюльшах-хатун. В браке, согласно различным источникам, родились:
- Алаэддин Али[7] (ум. 14 мая 1513[1] или в 1514 году[8])
- Касым (1501 — казнён 29 января 1518)[1]
- Осман (казнён 24 апреля 1513)[1]
- Сулейман[9] (25 апреля 1513[1] или 1512[9])
- Мурад[7] (ум. в январе 1521) — с 1513 года был женат на дочери шаха Исмаила I.[1]
- Муса[7]
- Эмир[7]
- Дочь — согласно Алдерсону, с 1512 года была замужем за шахом Исмаилом I.[1]

## В культуре
Принц Ахмед выступает главным антагонистом игры Assassin's Creed: Revelations. В конце игры султан Селим сбрасывает его в пропасть.